# Éxo Chóra
Éxo Chóra (Ekso Chora) är en ort i Grekland.   Den ligger i prefekturen Nomós Zakýnthou och regionen Joniska öarna, i den sydvästra delen av landet, 270 km väster om huvudstaden Aten. Éxo Chóra ligger 550 meter över havet och antalet invånare är 128. Den ligger på ön Zakynthos.
Terrängen runt Éxo Chóra är kuperad. Havet är nära Éxo Chóra åt sydväst.Runt Éxo Chóra är det ganska glesbefolkat, med 48 invånare per kvadratkilometer. Närmaste större samhälle är Zákynthos, 18,6 km öster om Éxo Chóra. == Kommentarer ==
1. ↑  Framräknat ur höjduppgifter (DEM 3") från Viewfinder Panoramas.[2] Mer om algoritmen finns här: Användare:Lsjbot/Algoritmer.
2. ↑  Framräknat ur variansen i alla höjduppgifter (DEM 3") från Viewfinder Panoramas, inom 10 km radie.[2] Mer om algoritmen finns här: Användare:Lsjbot/Algoritmer.